# Krępiec
Krępiec (deutsch Krampitz) ist ein kleines Dorf fünf Kilometer südöstlich von Danzig in der gmina wiejska (Landgemeinde) Pruszcz Gdański (Praust) im Powiat Gdański der polnischen (Woiwodschaft Pommern). Von 1920 bis 1939 gehörte der Ort zur Freien Stadt Danzig. Im Jahr 1929 hatte das Dorf 150 Einwohner.
Die Landschaft ist durch das Wasser und die Entwässerung geprägt (Danziger Werder). Der Ort, der an der Motława (Mottlau) liegt, hat 93 Einwohner. Bei Krępiec mündet die Radunia (Radaune) in die Motława.